# Love This Christmas
Love This Christmas è un singolo del cantante inglese Rick Astley. Il singolo è stato pubblicato il 30 novembre 2020 ed è stato prodotto dall'etichetta discografica BMG Rights Management.

## Tracce
1. Love This Christmas – 4:01